# 웨이크메드 사커 파크
웨이크메드 사커 파크(WakeMed Soccer Park)은 미국의 축구 전용 경기장으로 노스캐롤라이나주 캘리에 위치하고 있으며 현재 USL 챔피언십 노스캐롤라이나 FC의 홈 경기장으로 사용하고 있다.